# Geoffroy Macé Camus de Pontcarré
Pour les articles homonymes, voir Camus de Pontcarré, Camus et Pontcarré.
Geoffroy Macé Camus de Pontcarré, baron de Maffliers, né le 29 septembre 1698 et mort le 28 janvier 1767, est un magistrat et collectionneur français.

## Biographie
Fils de Nicolas Pierre Camus de Pontcarré, il lui succède comme premier président du parlement de Normandie en 1730, après avoir été conseiller au parlement de Paris et maître des requêtes. Il fait de grands sacrifices pour soulager les pauvres dans la famine de 1741, et mérita le surnom de Père du peuple. 
Bibliophile réputé, il est un des fondateurs de l'Académie de Rouen.

## Source
Cet article comprend des extraits du Dictionnaire Bouillet. Il est possible de supprimer cette indication, si le texte reflète le savoir actuel sur ce thème, si les sources sont citées, s'il satisfait aux exigences linguistiques actuelles et s'il ne contient pas de propos qui vont à l'encontre des règles de neutralité de Wikipédia.
- Notices d'autorité :   - VIAF
  - ISNI
  - BnF (données)
  - IdRef